# Mâcon
Mâcon je francouzské město v regionu Burgundsko-Franche-Comté, prefektura departementu Saône-et-Loire. V roce 2010 zde žilo 34 040 obyvatel. Je centrem arrondissementu Mâcon.

## Vývoj počtu obyvatel
Počet obyvatel 

## Památky
Kamenný most Saint-Laurent z 11. stol.
Maison de Bois – nejstarší dochovaný dům ve městě na náměstí Place aux Herbes, postavený mez i lety 1490–1510.
Pozůstatky katedrály sv. Vincenta (Vieux-Saint-Vincent) – zachovaly se dvě osmiboké, nestejně vysoké věže a vstupní hala (nartex) s pozoruhodným vnitřním románským tympanonem.
Klášter uršulinek (voršilek) – zrušený klášter ve kterém od roku 1968 sídlí Musée de Ursulines. Je zde archeologická expozice s nálezy z okolí města, ale také významná sbírka zbraní, nástrojů a kostí z pravěkého naleziště v Solutré. První patro patří etnografickému oddělení, druhé obrazárně s díly od 16. do 21. stol.